# 科隆 (古巴)
科隆是古巴的城市，属馬坦薩斯省，始建於1846年，面積597平方公里，海拔高度60米，主要農產品有甘蔗、煙草、柑橘和蜂蜜，2004年人口71,579。

## 外部連結
- Municipality webpage （页面存档备份，存于） （西班牙文）